# Neta (Lamjung)
Neta – gaun wikas samiti w zachodniej części Nepalu w strefie Gandaki w dystrykcie Lamjung. Według nepalskiego spisu powszechnego z 2001 roku liczył on 445 gospodarstw domowych i 2307 mieszkańców (1315 kobiet i 992 mężczyzn).